# Evangelische Kirche (Hirschberg)

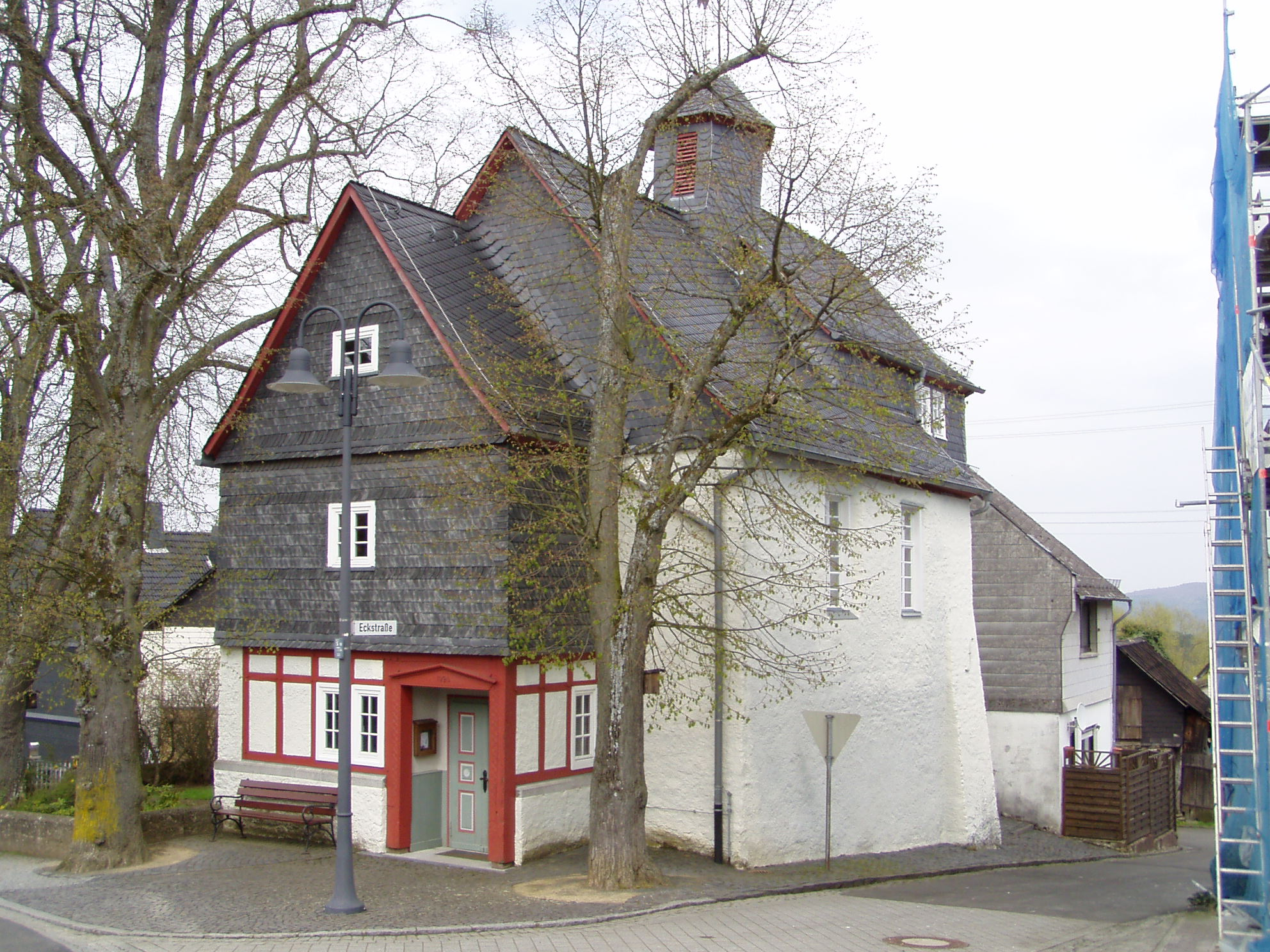
Evangelische Kirche in Hirschberg

Die evangelische Kirche Hirschberg ist ein denkmalgeschütztes Kirchengebäude im Stadtteil Hirschberg von Herborn im Lahn-Dill-Kreis in Hessen. Sie gehört zur Kirchengemeinde Hörbach im Dekanat an der Dill in der Propstei Nord-Nassau der Evangelischen Kirche in Hessen und Nassau.

## Beschreibung
Die im Kern mittelalterliche Saalkirche aus verputzten Bruchsteinen hat ein längsrechteckiges Kirchenschiff und einen quergelagerten Chor. Zwischen den schiefergedeckten Satteldächern der beiden Baukörper erhebt sich ein sechseckiger Dachreiter, der mit einer flachen Haube bedeckt ist. Der Gemeindesaal befindet sich im ersten Obergeschoss über dem Chor. Bei der Renovierung 1926 durch Ludwig Hofmann wurde nach Westen ein Anbau mit einer Treppe errichtet, in dem sich das Portal befindet. 
Der Innenraum ist mit einer Flachdecke überspannt, die längst auf einem Unterzug ruht. Die dreiseitigen Emporen stehen auf gedrehten hölzernen Säulen.